# Fysikundervisning i Sverige
Fysikundervisning har som målsättning att lära om materiens och fältens egenskaper i teori- och praktik. På grund- och gymnasieskolenivå i Sverige behandlar man bland annat SI-grundenheterna, klassisk mekanik, fysikaliska samband och formler. Undervisningen brukar betrakta många fenomen som idealiska genom att till exempel bortse från luftmotstånd. Eftersom många fysiska samband beskrivs med matematik samordnas matematikundervisningen så att den matematik som behövs har studerats innan den behövs i fysikundervisningen.

## Grundskolan
Områden som tas upp på grundskolenivå är:

### Årskurs 1–3
- Året runt i naturen
- Kropp och hälsa
- Kraft och rörelse
- Material och ämnen i vår omgivning
- Berättelser om natur och naturvetenskap
- Metoder och arbetssätt

### Årskurs 4–9
- Fysiken i naturen och samhället
- Fysiken och vardagslivet
- Fysiken och världsbilden
- Fysikens metoder och arbetssätt

## Gymnasieskolan
Områden som kan tas upp på gymnasienivå är:
- Mätningar och mätvärden
- Optik
- Krafter, jämvikt och tryck
- Energi
- Laddningar och fält
- Spänning, ström och effekt
- Termodynamik
- Linjebunden rörelse
- Kraft och rörelse
- Modern fysik
- Elektriska fält
- Magnetfält
- Rörelsemängd och impuls
- Rörelse i homogena fält
- Cirkulär rörelse, Gravitation
- Svängningsrörelser
- Induktion
- Växelström
- Mekaniska vågor
- Ljusets egenskaper
- Elektromagnetisk strålning
- Elektromagnetiska strålningens dubbelnatur (vågor eller partiklar)
- Relativistiska effekter
- Atomer och kvantmekanik
- Atomkärnan, joniserande strålning (radioaktivitet)
- Strålning i miljö och medicin
- Partiklar[förtydliga], växelverkan
- Universums utveckling